# گیاه‌پارچ ادوارد
گیاه‌پارچ ادوارد (نام علمی: Nepenthes edwardsiana)، یک گونه از سرده گیاه‌پارچ‌ها می‌باشد.